# Sandie Shaw
Sandie Shaw (n. 26 februarie 1947, Metropolitan Police District⁠(d), Anglia, Regatul Unit) este o cântăreață pop engleză foarte populară în anii 1960. A câștigat concursul muzical Eurovision 1967 cu piesa Puppet on a String (Marionetă pe o sfoară).